# Gentleman scientist

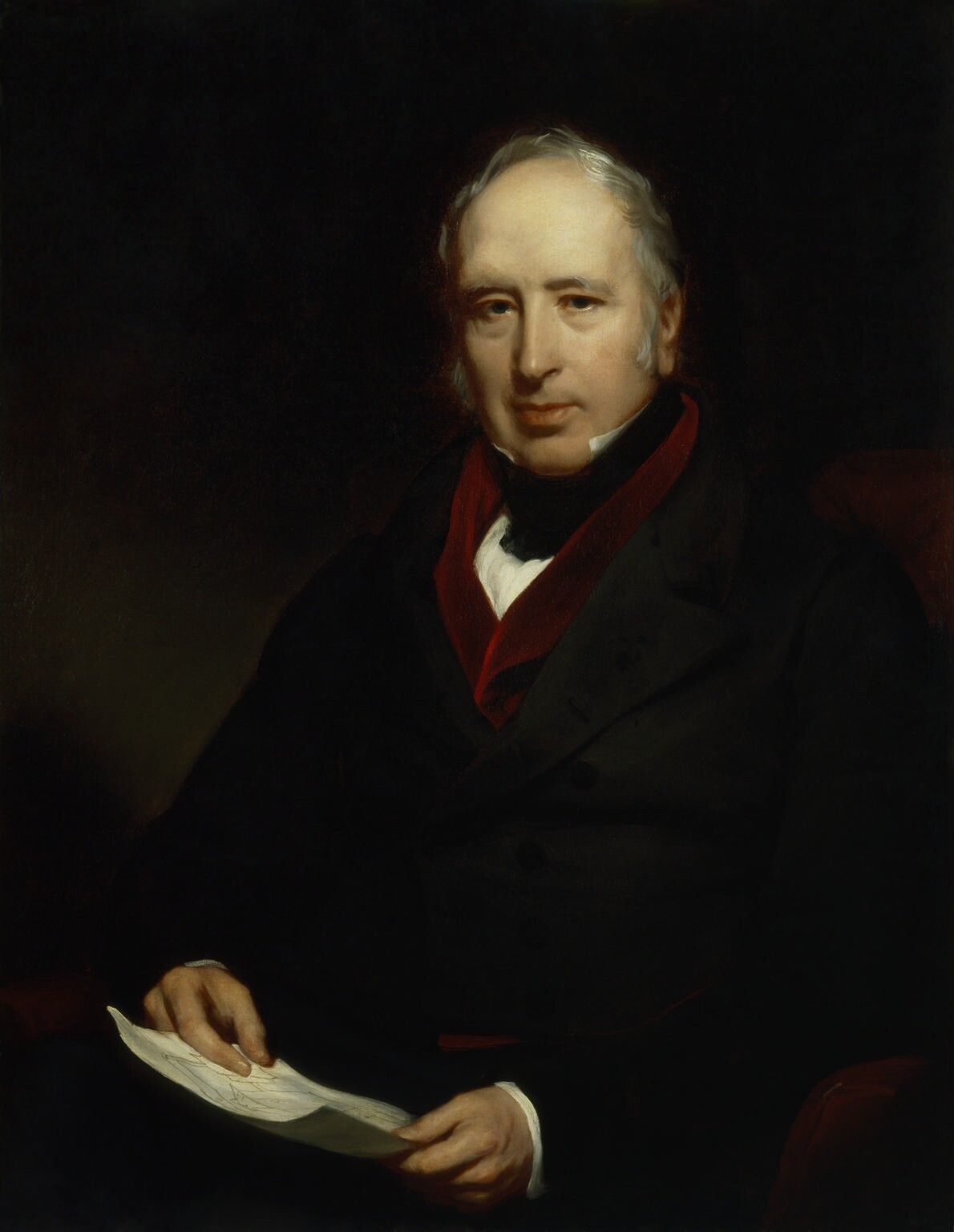
George Cayley estableció principios fundamentales de la aeronáutica.

Un "gentleman scientist" (en español científico independiente o científico noble y distinguido o científico filántropo o incluso científico mecenas) es un científico económicamente independiente que las más de las veces realiza sus investigaciones científicas como un hobby, o sea, en forma desinteresada al menos en el plano económico. Esta denominación surgió en el post-renacimiento europeo, pero se hizo menos común a partir del siglo XX, cuando aumentó el financiamiento de los proyectos de investigación por parte de gobiernos, de empresas privadas, y de organismos internacionales.

## Historia
Los científicos autofinanciados practicaron sus artes más comúnmente a partir del Renacimiento y hasta el fin del siglo XIX, o sea incluyendo la llamada era victoriana, y ello sobre todo ocurrió en Inglaterra, antes que en el siglo XX el gobierno comenzara a ser el gran mecenas de los proyectos de investigación y desarrollo, junto a otras fuentes de financiamiento corporativas. Obviamente, muchos integrantes de la Real Sociedad de Londres fueron gentleman scientists, particularmente en el siglo XIX y con anterioridad.

## Ventajas y desventajas
Recurrir al autofinanciamiento por parte de los integrantes de un proyecto, con frecuencia tiene la desventaja que los fondos asignados puede que sean más restringidos en cuanto a su monto, lo que puede repercutir en la marcha de la investigación y en sus logros; sin embargo, también tiene la ventaja de eliminar trámites molestos, como ser tener que llevar una contabilidad excesivamente minuciosa, y/o tener que elaborar periódicos y largos informes para los organismos que participan en el financiamiento, y/o tener que participar en otras actividades solicitadas por quienes ponen el dinero (entrevistas, conferencias, actos de promoción y propaganda), etc.
No depender o depender menos de personas y de instituciones que no participan directamente de las investigaciones, permite a los científicos tener mayor control y mayor independencia respecto de la dirección del proyecto. Sin embargo, la llamada revisión por pares generalmente exigida por las instituciones que financian, también puede llegar a ser positiva para los científicos participantes. Además y al autofinanciarse, la propiedad intelectual de las invenciones y de los adelantos generados, pertenecerá con más naturalidad a los propios inventores o descubridores, sin necesidad de compartir beneficios y honores con los patrones o instituciones patrocinantes.
Pero por otra parte, la ciencia moderna se suele beneficiar de la competencia, y también puede requerir sofisticado y costoso equipamiento, y ambas cosas puede que no se encuentren a la mano en el caso de la ciencia independiente.
Sin embargo, algunos científicos independientes puede que tengan brillantes antecedentes y tanto prestigio, que a veces pueden obtener sin cargo o con costos mínimos, cosas que en otros contextos habría que pagarlas muy bien. Además, y si el proyecto tiene éxito, los propios científicos pueden publicar los resultados en las publicaciones especializadas y así dar difusión a los mismos, como por otra parte lo suelen hacer con frecuencia también en otras situaciones y en otros contextos.
Hay también otros aspectos que convienen tenerse en cuenta.
En ciertos casos los científicos pueden decidir trabajar sobre proyectos insólitos, con un alto riesgo de fracaso, escapando a los controles que suelen poner los sistemas de subvención cuando los financian. Pero por otra parte, también el exceso de libertad y la falta de controles pueden dar sus frutos en descubrimientos casuales, y ello no tiene por qué perderse del todo en los proyectos formales con financiamiento externo, ya que siempre suele haber huecos o intervalos en las diferentes etapas, con menor o poca presión ejercida sobre los científicos, y esos tiempos siempre podrían ser utilizados para el divague científico, la libre especulación, y la vagancia creativa.

## Científicos independientes en nuestros días
En la actualidad, también hay científicos que de una u otra forma logran autofinanciamiento total o parcial para sus propias investigaciones, y entre ellos puede incluirse por ejemplo a: (1) Stephen Wolfram (quien financia sus trabajos con la venta de software relativo a matemática); (2) Julian Barbour, Aubrey de Gris, Barrington Moore, y Robert Edgar; (3) Susan Blackmore; James Lovelock.
Peter Rich dijo en relación con Peter D. Mitchell: "I think he would have found it difficult to have gotten funding because his ideas were rather radical". El citado Mitchell fue quien ganó el premio Nobel de química en el año 1978. Y por su parte, el químico Luis Leloir fue quien en forma parcial financió el instituto de investigación que dirigía, el Institute for Biochemical Research en Buenos Aires, Argentina, habiendo ganado también el premio Nobel de química en el año 1970.

## Notables científicos-filántropos(científicos-independientes)
- Alfred Lee Loomis
- Antoine Lavoisier
- Benjamin Franklin
- Charles Darwin
- David Rittenhouse
- Henry Cavendish
- Henry Fox Talbot
- George Frederick Kunz
- Goldsworthy Gurney
- James Lovelock
- Robert Boyle
- Christopher J. Date